# Classificatiesysteem voor computerspellen

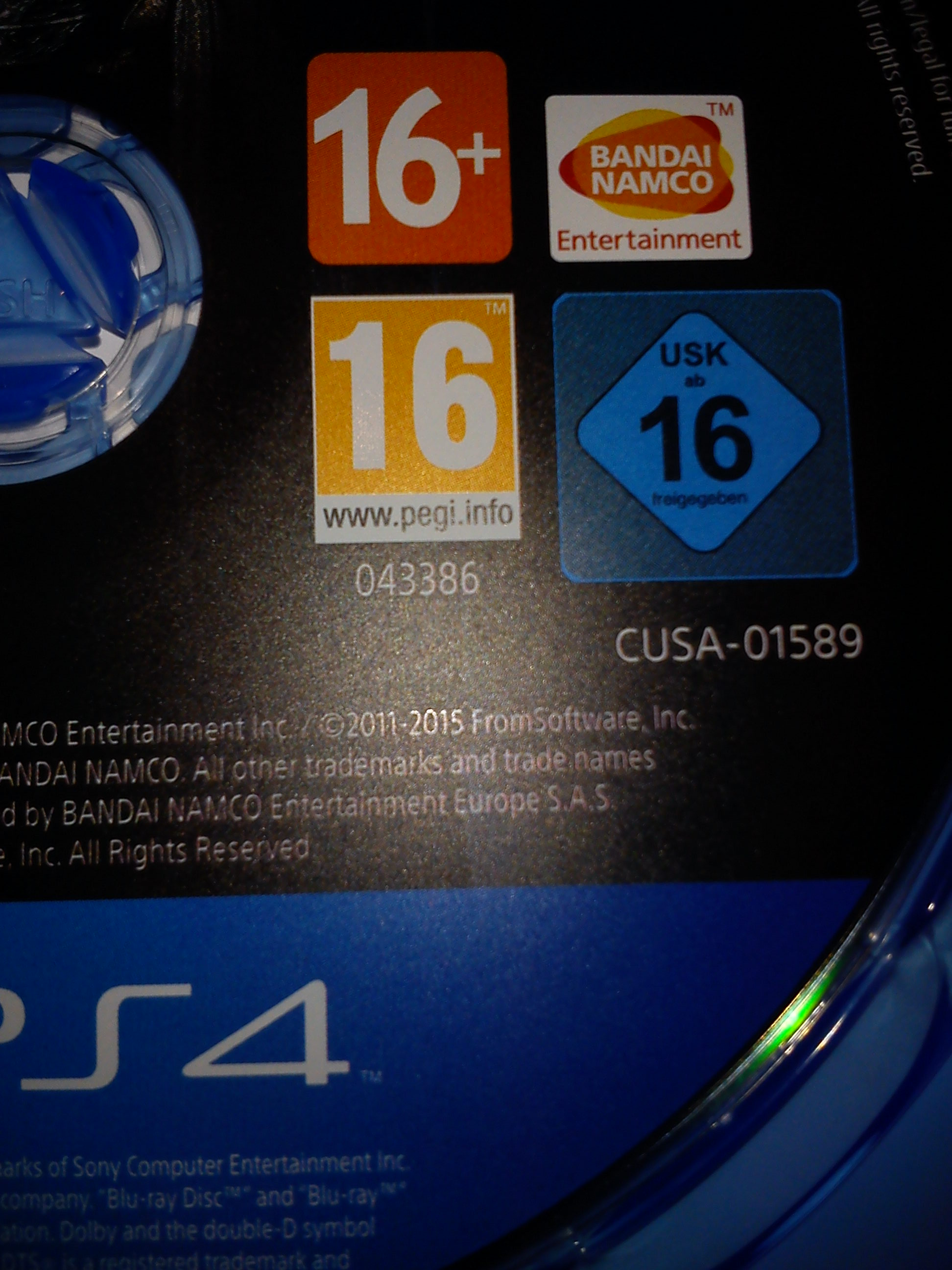
Verschillende classificatiesystemen

Classificatiesystemen van computerspellen worden opgezet door organisaties die computerspellen beoordelen op geschiktheid voor kinderen. Dit gebeurt grotendeels door landelijke of regionale organisaties gesponsord door de overheid. Vaak beoordelen deze organisaties ook films. Landelijke classificaties zijn vaak in de wet opgenomen waardoor het illegaal is om spellen te kopen waar een hogere leeftijdsclassificatie op staat dan dat de koper oud is. Er zijn echter ook losse organisaties die zonder overheidssteun opereren.

## Vergelijking
| Land/Systeem | 1               | 2               | 3               | 4               | 5               | 6                | 7                | 8                | 9                | 10               | 11               | 12                | 13                | 14                | 15                | 16                | 17                | 18+            | Onbekend  |
| ------------ | --------------- | --------------- | --------------- | --------------- | --------------- | ---------------- | ---------------- | ---------------- | ---------------- | ---------------- | ---------------- | ----------------- | ----------------- | ----------------- | ----------------- | ----------------- | ----------------- | -------------- | --------- |
| ESRB         |                 |                 | eC              | eC              | eC              | E                | E                | E                | E                | E10+             | E10+             | E10+              | T                 | T                 | T                 | T                 | M                 | AO             | RP        |
| ACB          | G               | G               | G               | G               | G               | G                | G                | G                | PG               | PG               | PG               | PG                | M                 | M                 | MA15+             | MA15+             | MA15+             | R18+           | R18+      |
| BBFC         | U               | U               | U               | U               | U               | U                | U                | PG               | PG               | PG               | PG               | 12                | 12                | 12                | 15                | 15                | 15                | 18/R18         | 18/R18    |
| OFLC         | G               | G               | G               | G               | G               | G                | G                | PG               | PG               | PG               | PG               | PG                | R13               | R13               | R13               | R16               | R16               | R18            | R18       |
| OFLC         | G               | G               | G               | G               | G               | G                | G                | PG               | PG               | PG               | PG               | PG                | M                 |                   |                   |                   |                   | R18            | R18       |
| PEGI         |                 |                 | 3               | 3               | 3               | 3                | 7                | 7                | 7                | 7                | 7                | 12                | 12                | 12                | 12                | 16                | 16                | 18             | 18        |
| ELSPA        |                 |                 | 3+              | 3+              | 3+              | 3+               | 7+               | 7+               | 7+               | 7+               | 11+              | 12+               | 12+               | 12+               | 15+               | 16+               | 16+               | 18+            | 18+       |
| VET          |                 |                 | 3+              | 3+              | 3+              | 3+               | 7+               | 7+               | 7+               | 7+               | 7+               | 12+               | 12+               | 12+               | 12+               | 16+               | 16+               | 18+            | 18+       |
| USK          | 0               | 0               | 0               | 0               | 0               | 6                | 6                | 6                | 6                | 6                | 6                | 12                | 12                | 12                | 12                | 16                | 16                | 18             | 18        |
| DJCTQ        | L               | L               | L               | L               | L               | L                | L                | L                | L                | 10               | 10               | 12                | 12                | 14                | 14                | 16                | 16                | 18             | 18        |
| CERO         | A               | A               | A               | A               | A               | A                | A                | A                | A                | A                | A                | B                 | B                 | B                 | C                 | C                 | D                 | Z              | U         |
| EOCS         | Algemeen        | Algemeen        | Algemeen        | Algemeen        | Algemeen        | Algemeen         | Algemeen         | Algemeen         | Algemeen         | Algemeen         | Algemeen         | Algemeen          | Algemeen          | Algemeen          | R                 | R                 | R                 | 18+            | 18+       |
| GRB          | ALL             | ALL             | ALL             | ALL             | ALL             | ALL              | ALL              | ALL              | ALL              | ALL              | ALL              | 12                | 12                | 12                | 15                | 15                | 15                | 18             | 18        |
| MDA          | ADV             | ADV             | ADV             | ADV             | ADV             | ADV              | ADV              | ADV              | ADV              | ADV              | ADV              | ADV               | ADV               | ADV               | ADV               | ADV               | ADV               | M18            | M18       |
| GSRR         | 普遍 (Algemeen) | 普遍 (Algemeen) | 普遍 (Algemeen) | 普遍 (Algemeen) | 普遍 (Algemeen) | 保護 (Beschermd) | 保護 (Beschermd) | 保護 (Beschermd) | 保護 (Beschermd) | 保護 (Beschermd) | 保護 (Beschermd) | 輔12 (Overleg 12) | 輔12 (Overleg 12) | 輔12 (Overleg 12) | 輔15 (Overleg 15) | 輔15 (Overleg 15) | 輔15 (Overleg 15) | 限制 (Beperkt) | Onbekend  |
| ESRA         |                 |                 |                 | +3              | +3              | +3               | +3               | +7               | +7               | +7               | +7               | +7                | +12               | +12               | +12               | +15               | +15               | +18 & +25      | +18 & +25 |
| App Store    |                 |                 |                 | 4+              | 4+              | 4+               | 4+               | 4+               | 9+               | 9+               | 9+               | 12+               | 12+               | 12+               | 12+               | 12+               | 17+               | 17+            | 17+       |
| Newgrounds   | E               | E               | E               | E               | E               | E                | E                | E                | E                | E                | E                | E                 | T                 | T                 | T                 | T                 | M                 | A              | A         |